# 立命館大学情報理工学部

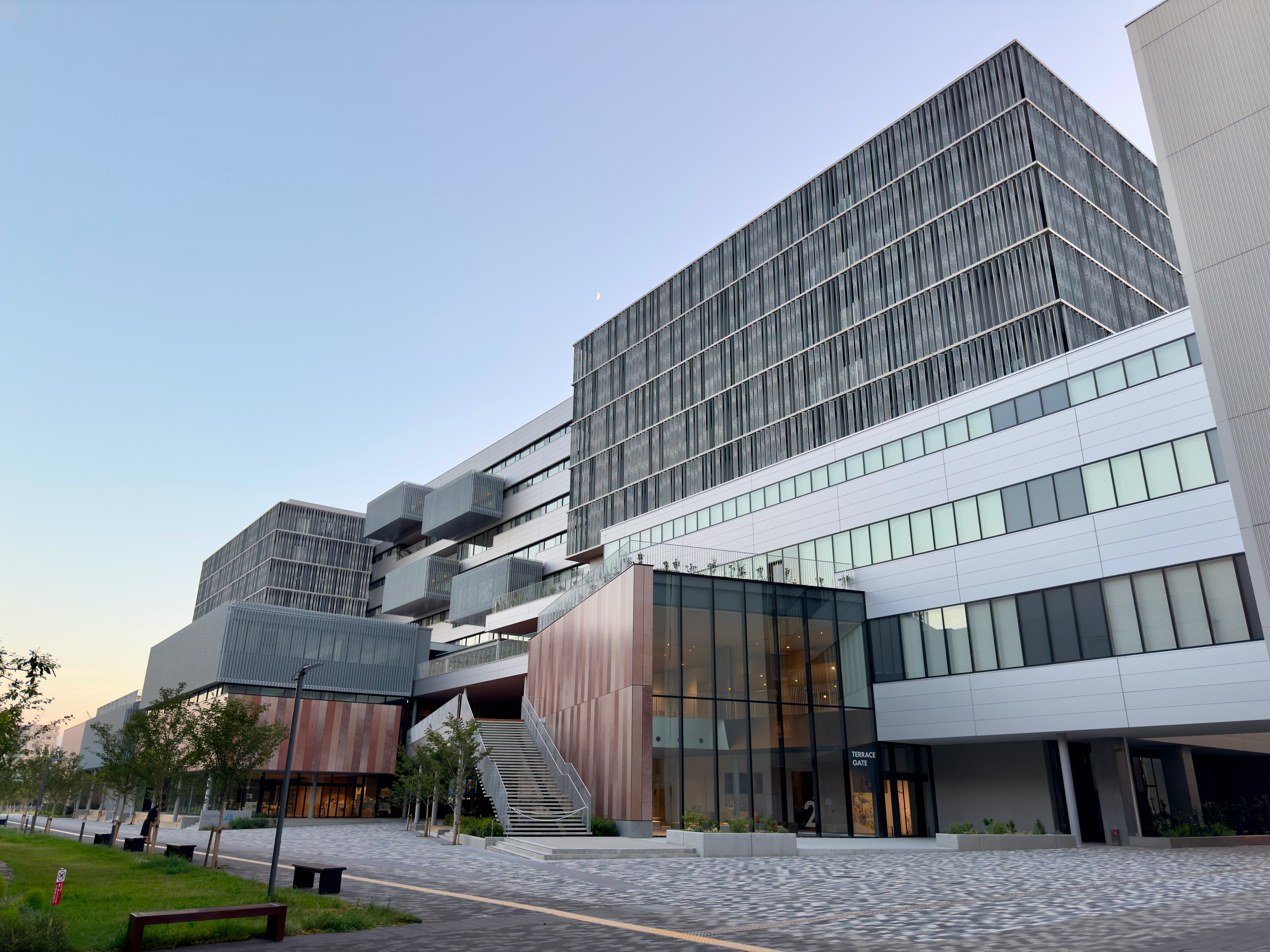
大阪いばらきキャンパスH棟

立命館大学情報理工学部（りつめいかんだいがくじょうほうりこうがくぶ、英称:College of Information Science and Engineering）は、大阪府茨木市の立命館大学大阪いばらきキャンパスに設置されている立命館大学の学部である。また、立命館大学情報大学院情報理工学研究科（りつめいかんだいがくだいがくいん じょうほうりこうがくけんきゅうか）は立命館大学大学院に設置されている研究科である。

## 概要
情報技術（IT; Information Technology）は交通・エネルギー・金融・行政などの社会インフラから、通信・家電製品・エンターテインメントなどまで、様々な分野を支えている。そんなITの重要性と社会的なニーズにこたえる為、立命館大学情報理工学部は、2004年に設立された。1987年に設立した理工学部情報工学科（1994年に情報学科へ改称）をルーツとする。また、日本で初めて「情報理工学部」の名称が用いられた学部である。
立命館大学情報理工学部は、最先端のITを英語で学ぶ学部独自の海外研修制度として「IT研修プログラム」や「海外インターンシップ・プログラム」を用意し、アメリカ、オーストラリア、インド、中国などへ学生を派遣している。一方、中国の大連理工大学との共同学部の設立をはじめ、海外の多くの大学と提携し、留学生を受け入れている。
2017年4月より「1学科7コース制」を採用し、全コースの学生は、まず、情報理論、確率・統計、論理回路などの基礎的な共通科目を学習する。高度なITを学ぶ上で必要となる知識を修得した後、学生は各コースでの専門的な科目へと進む。専門科目の学習では、コースの垣根を越えた科目を履修することによって学生たちは多様な興味に基づいた学習をできるようにしている。

## 沿革
- 1987年 理工学部に情報工学科を設置。
- 1990年 同窓会組織として、立命館大学情報会が設立。立命館大学校友会における学部・学系校友会の1つとなる。
- 1994年 びわこ・くさつキャンパス新設に伴い、理工学部が衣笠キャンパスから移転。情報工学科を改組・拡充し、情報学科に改称。
- 2004年 情報学科を改組・拡充するとともに理工学部から独立・学部昇格し、情報理工学部として5学科を設置。
- 2008年 生命情報学科を、新設の生命科学部へ移管。
- 2012年 大学院情報理工学研究科を設置。
- 2013年 大連理工大学と共同で、大連理工大学・立命館大学国際情報ソフトウェア学部を開設。
- 2017年 情報理工学科を設置し、1学科7コース制に再編。
- 2024年 大阪いばらきキャンパスへ移転。

## 学科・コース
入学・編入学定員は2020年5月現在で475人である。

### 2016年度以前
2016年度以前に入学した学生は、2年目に以下のいずれかの学科に属した。
- 情報システム学科
- 情報コミュニケーション学科
- メディア情報学科
- 知能情報学科
- 生命情報学科（2008年に生命科学部へ移管）

### 2017年度以降
2017年度以降に入学した学生は、全員が情報理工学科に属することとなっている。
また、1年目の後期からは以下のコースのいずれかに属することとなっている。
- システムアーキテクトコース
- セキュリティ・ネットワークコース
- 先端社会デザインコース
- 実世界情報コース
- 画像・音メディアコース
- 知能情報コース
- 情報システムグローバルコース

## 学部長
- 山下洋一